# Retail Network
Retail Network Company B.V. was een Nederlandse holding van winkelketens. Het bedrijf ontstond in juli 2002 toen Perry Sport, Kijkshop, Scapino, Lucardi, Prénatal en Siebel zich via een managementbuy-out losmaakten van Vendex KBB. Ook had de holding een belang van 18 procent in de OEM Holding, eigenaar van onder andere Hans Anders. Rond het jaar 2006 werden de ketens langzaamaan verkocht aan nieuwe eigenaren en werd de holding opgeheven.